# Gizmondo

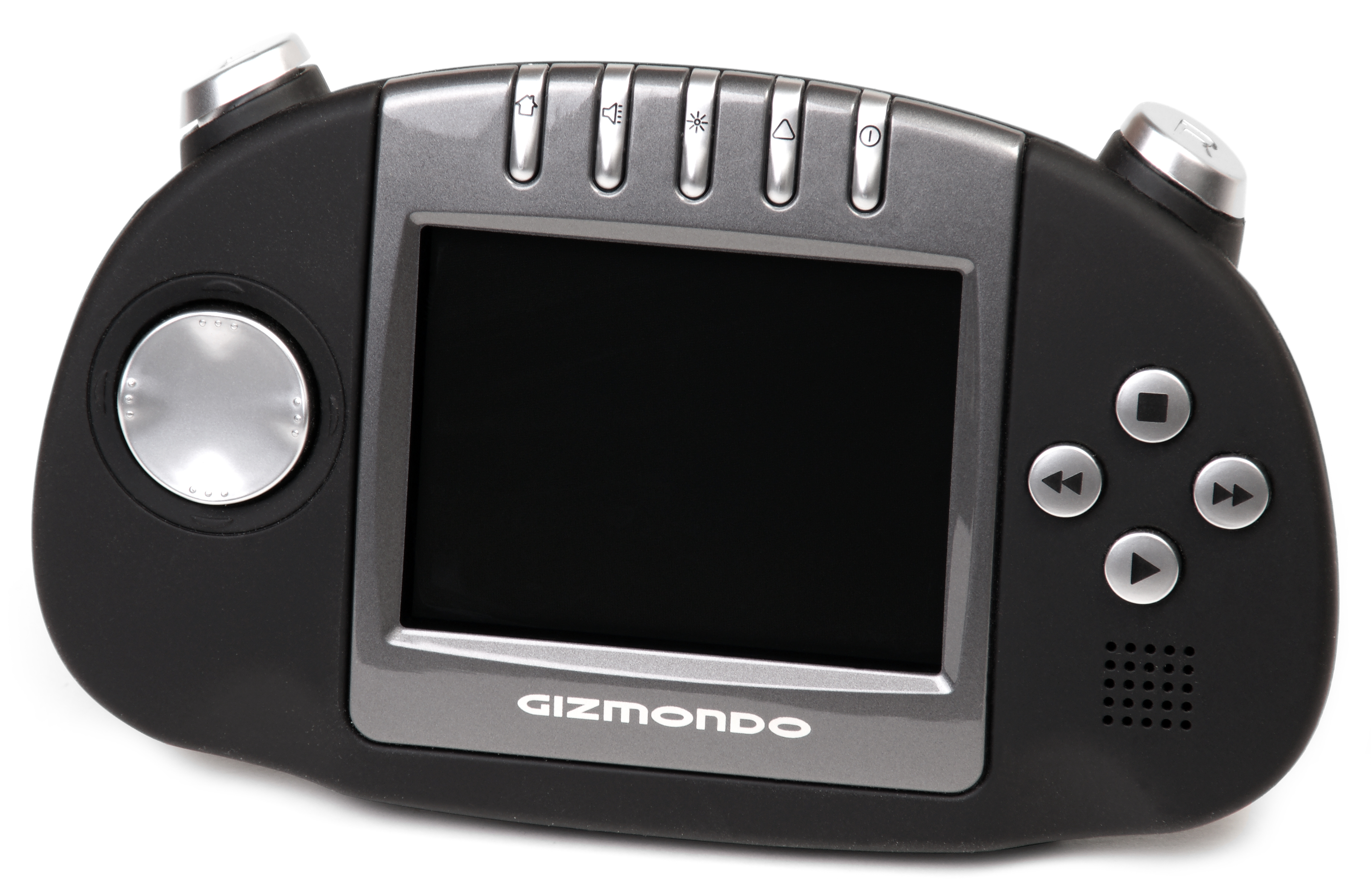
Gizmondo

Gizmondo är en bärbar spelkonsol tillverkad av det svensk-amerikanska företaget Tiger Telematics. Konsolen släpptes 2005.
- Processor: en ARM9 processor på 400 MHz
- Skärm 320 × 240 pixlar TFT
- Grafikkrets: nVIDIA GoForce 3D 4500, 128-bit.

Enheten har designats av Rick Dickinson, med erfarenhet från att ha arbetat med diverse produkter från företaget Sinclair, till exempel ZX Spectrum.
Spelkonsolen släpptes i Sverige sommaren 2005. Färre än 100 enheter såldes. År 2007 utsåg webbplatsen GameTrailers Gizmondo till "tidernas sämsta spelkonsol."